# 라무네

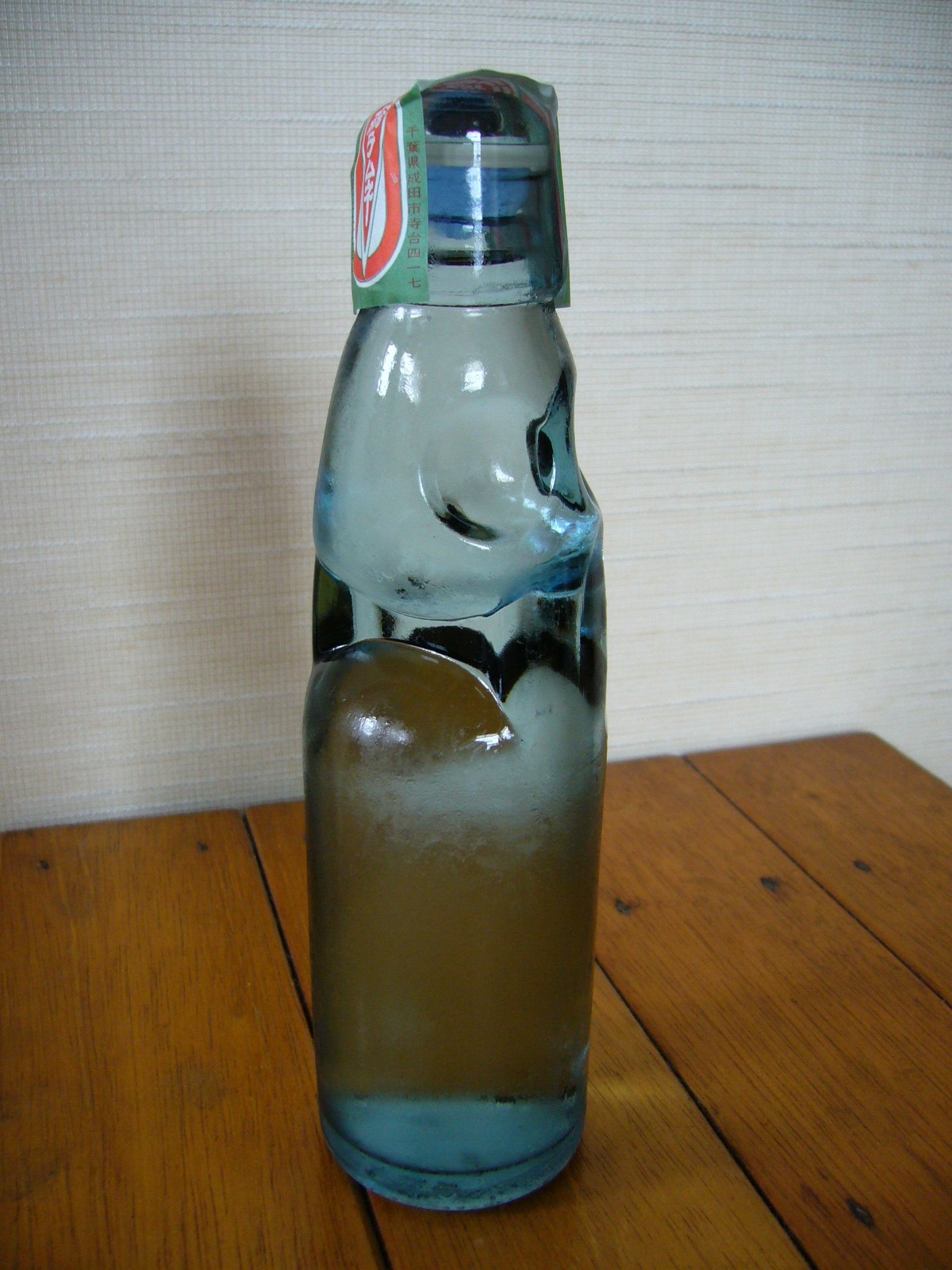
라무네

라무네(일본어: ラムネ)는 일본에서 널리 사랑받고 있는 청량음료이다.
물에 설탕과 포도당 용액을 첨가하고, 라임이나 레몬 향을 첨가한 달콤한 탄산음료로 특정 업체의 상표가 아닌 다수의 업체에서 생산 · 판매되고 있는 음료다. 시원한 맛에 독특한 모습을 한 유리병에 담긴 라무네는 여름마다 많이 찾는 음료다. 일본 해군의 함정에서 승무원들의 기호품으로 공급하기 위해 라무네 제조기가 설치되어 있었던 것에서 이전부터 서민에게 널리 알려졌던 것을 알 수 있다.
라무네라는 이름은 영국에서 유래된 레모네이드(lemonade)가 와전된 것이며, 독특한 병의 디자인도 이때 동시에 들어온 것이다. 메이지(明治) 유신 초기에 고베(神戶) 구 거류지의 심상회가 일본에서 처음으로 제조와 판매를 하였다. 1872년 6월 9일에는 일본인에게 처음으로 라무네 제조의 허가가 내려졌고 이후 5월4일을 '라무네의 날'로 지정하였다. 1995년에는 일본 라무네 협회가 설립되었다.
라무네 음료수병 입구 구멍에는 조그마한 구슬이 껴있는데, 강한 압력으로 구슬을 누르면 구슬이 음료 안으로 빠져나가
음료입구가 개방되어 마실 수 있다.

## 같이 보기
- 칼피스
- 포카리 스웨트